# Байматов, Валерий Нурмухаметович
Байматов Валерий Нурмухаметович (род. 29 июня 1951, г. Кумертау БАССР) — ветеринарный врач, доктор ветеринарных наук (1991), академик Международной академии ветеринарных наук (1996), академик Международной академии аграрного образования (2008), заслуженный деятель науки Республики Башкортостан.

## Биография
Байматов Валерий Нурмухаметович родился 29 июня 1951, г. Кумертау БАССР. В 1989 закончил сельскохозяйственный институт (ныне Башкирский государственный аграрный университет) и начал трудовую деятельность в должности ассистента на кафедре анатомии, гистологии и патологической анатомии. В 1981 – защитил кандидатскую диссертацию, в 1989–1991 учился в докторантуре Ленинградского ветеринарного института, в 1991 – защитил докторскую диссертацию, в 1993 – профессор, в 1994–2004 работал в Башкирском аграрном университете профессором и заведующим кафедрой анатомии, гистологии и патологии, в 1996 прошел  научно-производственную стажировку в институте переподготовки преподавателей (г. Москва), также Стамбульском и Эгейском университетах знакомился с методикой преподавания и ведением научной работы (Турция); в 2000 прошел краткосрочные курсы ФПК по преподаванию морфологических дисциплин при Первой Московской медицинской академии им. И.М. Сеченова, с 2004-2005 – профессором кафедры патологической анатомии, заведующий кафедрой патологической физиологии им. В. М. Коропова, с 2013 г. является профессором кафедры общей патологии им. В. М. Коропова ветеринарного факультета Московской государственной академии ветеринарной медицины и биотехнологии-МВА им. К. И. Скрябина. Автор более 400 научных трудов и 40 изобретений. Научные труды посвящены изучению заболеваний печени, нервной системы и обмена веществ продуктивных животных; действия раздражителей на морфофункциональное состояние организма различных видов животных при экологически неблагоприятных ситуациях. В.Н. Байматовым разработаны гепатопротекторы и препараты для лечения животных при патологии желудка и кишечника

## Избранные труды
- Гепатозы продуктивных животных и их профилактика: учеб. пособие для слушателей ФПК, студентов ветеринарных и зооинженерных фак. / В. Н. Байматов; Государственный агропромышленный комитет СССР, Башкирский сельскохозяйственный институт. - Уфа: [б. и.], 1990. - 166 с. - Библиогр.: с. 141-156.
- Морфологические и биохимические изменения в организме животных и человека при патологии печени / В. Н. Байматов, Э. Г. Давлетов; Рос. акад. ветер. наук, Акад. наук РБ. - М.: [б. и.], 1998. - 186 с.: ил. - Библиогр.:с.157-186.
- Пути повышения продуктивности крупного рогатого скота в Татышлинском районе: метод. рекомендации / В. Н. Байматов; Отв.: М. В. Степаненко, Ф. Г. Гайнаншин; М-во сельского хозяйства и продовольствия РБ, Башкирский ГАУ. - Уфа: БГАУ, 1999. - 41 с.: ил.
- Биотехнологические приемы повышения репродуктивной функции молочного и мясного скота: методические рекомендации / В. Н. Байматов. - Уфа: БГАУ, 2000. - 44 с. - Библиогр.: с. 43.
- Регуляция обмена веществ у животных в норме и патологии / В. Н. Байматов, Э. Р. Исмагилова; Академия ветеринарных наук, Академия наук РБ, Башкирский ГАУ. - Уфа: БашГАУ, 2000. - 185 с. - Библиогр.: с. 171-183.
- Реактивные изменения в организме животных при патологии: монография / В. Н. Байматов, Е. С. Волкова; М-во сельского хоз-ва РФ, Академия ветеринарных наук, Башкирский ГАУ. - Уфа: АВН: БГАУ, 2001. - 199 с.: ил. - Библиогр.: с. 175-198.
- Морфофункциональные изменения в печени животных после действия ксенобиотиков: монография / В. Н. Байматов, Е. С. Волкова, А. М. Багаутдинов, Х. Р. Бурганов; [отв. за вып. М. В. Степаненко]; М-во сельского хозяйства и продовольствия РФ, Академия ветеринарных наук. - Уфа: БГАУ, 2001. - 200 с.: ил. - Библиогр.:с.171-198.
- Терминология по патофизиологии и патанатомии животных: словарь для фак. вет. медицины по спец. 310800 "Ветеринария" / В. Н. Байматов, А. В. Жаров , Е. С. Волкова; МСХ РФ, Башкирский ГАУ, Московская гос. акад. вет. медицины и биотехнологии им. К. И. Скрябина. - М.: МВА, 2004. - 202 с.
- Патологическая физиология: учебник для студ. высших с.-х. учеб. зав. по спец. 310800 "Ветеринария" / А. Г. Савойский [и др.]; под ред. А. Г. Савойского, В. Н. Байматова; МСХ РФ. - Уфа: Информреклама, 2004. - 490 с. - Библиогр.: с. 480.
- Клинический ветеринарный лексикон: учеб. пособие для студ. вузов, обуч. по спец. "Ветеринария": рек. УМО / В. Н. Байматов [и др.]. - М.: КолосС, 2009. - 327 с.
- Духовный мир академика И. П. Павлова: в 3 ч. / В. Н. Байматов, А. М. Багаутдинов, Н. В. Байматов; Международная академия аграрного образования. - Уфа: РИО РУНМЦ МО РБ, 2011.
- Патологическая физиология: учебник для студентов высших сельскохозяйственных учебных заведений по специальности 36.05.01 Ветеринария / В. Н. Байматов, В. М. Мешков; под ред. В. Н. Байматова. - Москва: ИНФРА-М, 2016. - 410 с.
- Клинико-морфологические изменения у собак и кошек при сахарном диабете: монография / Д. И. Гильдиков, В. Н. Байматов. - Москва: ИНФРА-М, 2016. - 147 с.
- Собаки на войне / В. Н. Байматов, А. М. Багаутдинов; Башкирский государственный аграрный университет. - Уфа: Башкирский ГАУ, 2017. - 207 с. - Библиогр.: с. 207.

## Награды
- 1986 награжден нагрудным знаком “Изобретатель СССР”
- 1998 присвоено звание “Почетный работник ВПО РФ”
- 2001 присвоено почетное звание “Заслуженный деятель науки РБ”.